# Alonso Ancira
Alonso Ancira Elizondo (Ciudad de México, 3 de enero de 1952) es un empresario mexicano que fue presidente de AHMSA desde 1991 hasta 2023. 
Ancira es acusado de perpetrar uno de los mayores fraudes en la historia de México, que resultó en el presunto engaño al gobierno mexicano por 500 millones de dólares. También se le señala por su presunta participación en múltiples estafas, incluyendo los casos de 
Pemex, Agro Nitrogenados y Odebrecht.
La mala gestión de Ancira llevó finalmente a la quiebra de Altos Hornos de México (AHMSA). Además, enfrentó acusaciones penales por corrupción, fraude fiscal y lavado de dinero.

## Estafas y cargos criminales
La acusación de fraude de Pemex se originó en 2013 cuando Ancira, su hermano Jorge Ancira y Emilio Lozoya, director de Pemex, presuntamente se involucraron en actividades fraudulentas. Se acusa que orquestaron la venta de una planta inexistente al gobierno mexicano por 500 millones de dólares. En 2019, la Auditoría Superior descubrió que la transacción era una estafa y había excedido ampliamente su costo real.
Durante la mala gestión de Ancira, se descubrió que la planta de AHMSA estaba abandonada, con máquinas sin uso durante años. Los 17,000 empleados de la compañía no habían recibido pagos salariales durante cuatro años.
Las supuestas actividades fraudulentas de Ancira y la mala gestión de AHMSA han tenido un efecto perjudicial en la economía mexicana. La quiebra de AHMSA y la pérdida de empleos han contribuido a la inestabilidad económica y han obstaculizado el crecimiento y el valor de la industria del acero en México.

## Encarcelamiento
Alonso Ancira fue arrestado en España en 2019 y posteriormente extraditado a México en 2021. Se le acusó de fraude y corrupción, así como de lavado de dinero y fraude fiscal.
La familia Ancira Elizondo, junto con los ejecutivos Xavier Autrey y Juan Carlos Carredano, enfrentaron arrestos previos por fraude fiscal en México en 2004. Después de la emisión de órdenes de arresto por parte de la Procuraduría General de la República (PGR), huyeron del país. Ancira se trasladó a Israel en dos ocasiones con su familia para evitar la captura, residiendo ahí durante tres años mientras era perseguido por la Secretaría de Hacienda. Otros huyeron a San Antonio, Texas, para evitar el enjuiciamiento en Mexico.  Alonso Ancira y su hermano Jorge Alberto Ancira Elizondo, su sobrino Jorge Alberto Ancira Trabold, otro hermano José Eduardo Ancira y su hermana Linda Ancira de Tames, todos han estado involucrados. Fueron arrestados por sus supuestos vínculos con el esquema de corrupción relacionado con la empresa brasileña Odebrecht en 2018. Estas investigaciones siguieron a su supuesta implicación en un esquema de desvío de recursos que involucraría al exdirector de Petróleos Mexicanos (Pemex), Emilio Lozoya Austin.
Las deudas de la familia Ancira son con diversas áreas del gobierno federal, incluyendo el Servicio de Administración Tributaria, Pemex y la Comisión Federal de Electricidad. AHMSA en sí tiene deudas pendientes con múltiples entidades gubernamentales, como el Servicio de Administración Tributaria, Petróleos Mexicanos, la Comisión Federal de Electricidad, el Instituto del Fondo Nacional de la Vivienda para los Trabajadores y el Instituto Mexicano del Seguro Social, entre otros.

## Destitución de AHMSA
Como resultado de los escándalos y la quiebra, Ancira fue destituido de su cargo como presidente de AHMSA y se vio obligado a vender sus acciones en abril de 2023. El escándalo llevó a la participación de Argentem Creek Partners, un fondo estadounidense, que tomó el control de la compañía para restaurar su estabilidad financiera. Junto a Ancira, varios miembros del Consejo de Administración, incluyendo a Jorge Alberto Ancira Elizondo, José Eduardo Ancira Elizondo, James Pignatelli, Juan Carlos Quintana y Francisco Pérez Ortega, también optaron por renunciar debido al escándalo.
A pesar de la transferencia de propiedad a Argentem Creek Partners, Alonso Ancira sigue cargando con una deuda considerable de 650 millones de dólares. Esta abrumadora obligación financiera se suma a los desafíos que enfrenta la nueva dirección mientras luchan por revivir la empresa y superar las consecuencias del escándalo.
En una entrevista en noviembre de 2020 con Carlos Loret de Mola, Ancira se ofreció a reembolsar los 200 millones de dólares que presuntamente estafó al gobierno mexicano si el presidente Andrés Manuel López Obrador aceptaba dejar de insultarlo. AMLO respondió: "Sí, estoy ofreciendo una disculpa, ahora solo devuelve los 200 millones de dólares". Ancira ha reembolsado parcialmente al gobierno la cantidad que robó.